# Леонард Жута
Леонард Жута (швед. Leonard Zuta, мак. Леонард Жута, нар. 9 серпня 1992, Гетеборг, Швеція) — північномакедонський футболіст, фланговий захисник норвезького клубу «Волеренга». Колишній гравець національної збірної Північної Македонії.

## Ігрова кар'єра

### Клубна
Леонард Зута народився у шведському місті Гетеборг. Футболом почав займатися у місцевих клубах «Вестра Фрелунда» та «Геккен». У складі останнього він дебютував на дорослому рівні у квітні 2012 року.
Влітку 2015 року Зута підписав трирічний контракт з хорватським клубом «Рієка». У Хорватії Зута вигравав чемпіонат країни та національний кубок.
У січні 2019 року футболіст перейшов до турецького «Коньяспору», де провів 12 матчів. Після нетривалого перебування у складі «Геккена», у вересні 2020 року Зута приєднався до клубу італійської Серії В «Лечче». Провівши в Італії один сезон, влітку 2021 року Зута перейшов до норвезької «Волеренга», уклавши з клубом трирічну угоду.

### Збірна
У червні 2015 року у матчі проти команди Словаччини Леонард Зута дебютував у складі національної збірної Північної Македонії.

## Досягнення
Рієка
 Чемпіон Хорватії: 2016/17
 Переможець Кубка Хорватії: 2016/17